# USS Stewart (DD-13)
USS Stewart (DD-13) – amerykański niszczyciel typu Bainbridge. Jego patronem był kontradmirał Charles Stewart (1778–1869).
Stępkę okrętu położono 24 stycznia 1900 w stoczni Gas Engine and Power Company w Morris Heights. Zwodowano go 10 maja 1900, matką chrzestną była wnuczka patrona okrętu. 
Jednostka weszła do służby w US Navy 1 grudnia 1902, jej pierwszym dowódcą był Lieutenant Frederick A. Traut.
Jeszcze przed wojną uznany za przestarzały i przeklasyfikowany na przybrzeżny okręt torpedowy (ang. coast torpedo vessels). Po wybuchu I wojny światowej powrócił do służby w ramach floty, działał jako jednostka eskortowa na wodach amerykańskich i europejskich.
Wycofany ze służby 9 lipca 1919, został sprzedany na złom 3 stycznia 1920.